# Tuttiola cofulvomaculata
Tuttiola cofulvomaculata är en fjärilsart som beskrevs av Ruggero Verity 1946. Tuttiola cofulvomaculata ingår i släktet Tuttiola och familjen juvelvingar. Inga underarter finns listade i Catalogue of Life.